# Teucholabis yezoensis
Teucholabis yezoensis är en tvåvingeart som beskrevs av Alexander 1924. Teucholabis yezoensis ingår i släktet Teucholabis och familjen småharkrankar. Inga underarter finns listade i Catalogue of Life.